# 卢比亚诺耶农村居民点
卢比亚诺耶农村居民点（俄语：Лубянское сельское поселение）是俄罗斯联邦别尔哥罗德州切尔尼扬卡区所属的一个农村居民点。其下辖有3个居民点，行政中心为第一卢比亚诺耶Первое。据2016年统计，该农村居民点的人口为542人。